# Votočkovo činidlo
Votočkovo činidlo  je chemické činidlo používané k důkazu siřičitanů v roztoku. Je pojmenované po svém objeviteli, českém chemikovi, Emilu Votočkovi, který toto činidlo vytvořil při svých studiích na barvířské škole v Mylhúzách, kde se věnoval experimentální chemii.

## Příprava
Votočkovo činidlo se připravuje smíšením dvou roztoků:
I. 0,075 g fuchsinu rozpustíme ve 300 ml destilované vody
II. 0,025 g malachitové zeleně rozpustíme ve 100 ml destilované vody
Oba roztoky se před použitím smísí a vzniklá směs se po kapkách přidává k analyzovanému roztoku. 

## Princip funkce
Funkce Votočkova činidla je založena na reakci fuchsinu a malachitové zeleně se siřičitanem v roztoku, kde se siřičitan aduje na centrální atomy uhlíku obou barviv a v důsledku narušení jejich struktur dochází k odbarvení roztoku. Podobné reakce využívá Schiffovo činidlo (roztok fuchsinu s hydrogensiřičitanem nebo siřičitanem), kde se siřičitan aduje na centrální uhlíkový atom fuchsinu, což fuchsin odbarví v důsledku narušení chinoidní struktury barviva. 

## Obrázky

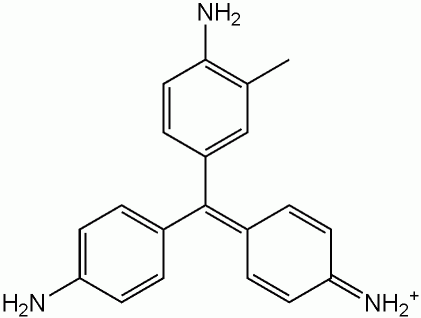
Strukturní vzorec fuchsinu
Struktura fuchsinu odbarveného siřičitanem (Schiffovo činidlo)
Strukturní vzorec malachitové zeleně
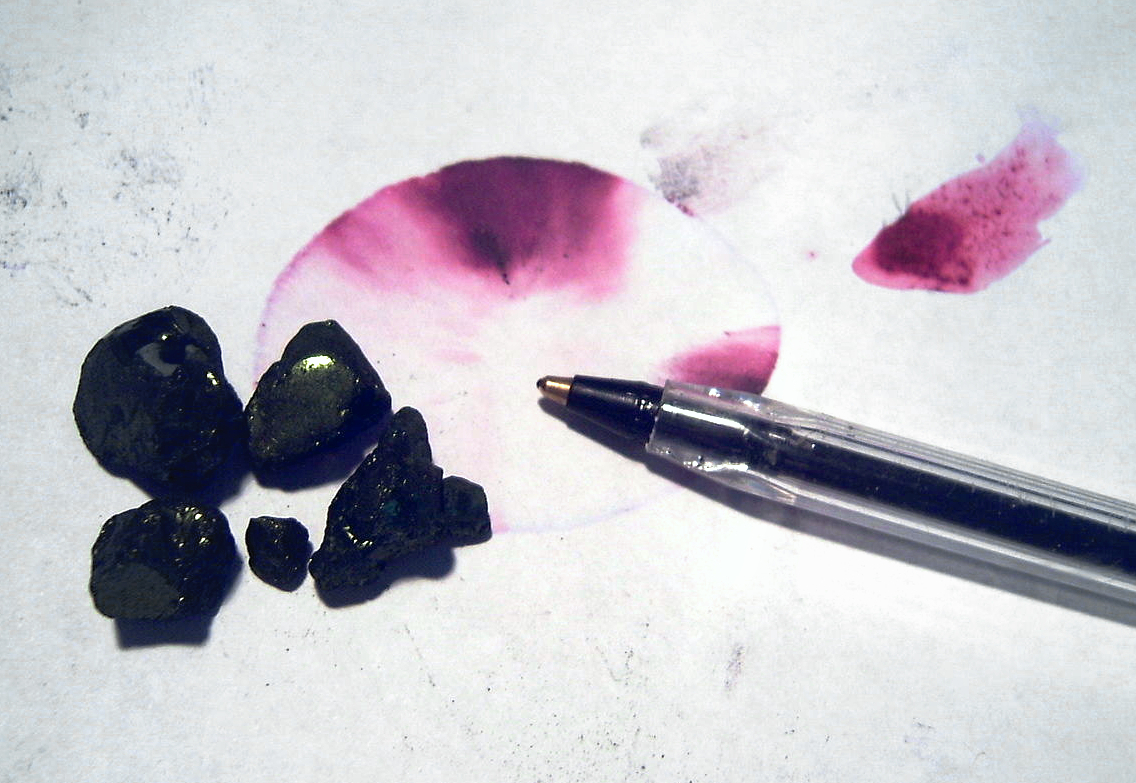
Krystaly fuchsinu
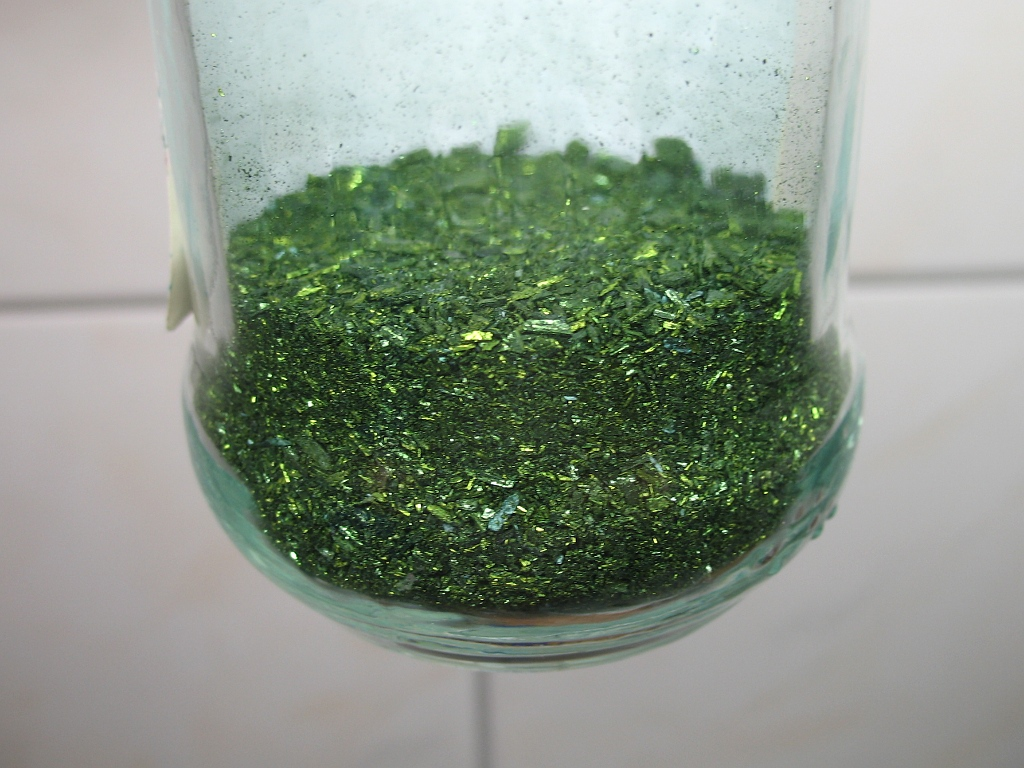
Krystaly malachitové zeleně